# Jeunesse et débuts de Habib Bourguiba

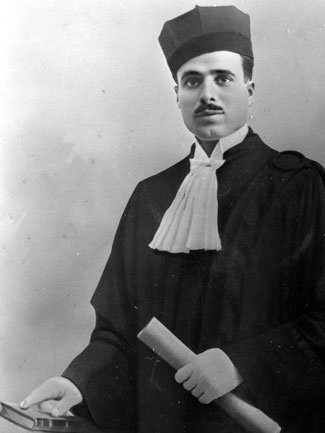
Bourguiba photographié en robe d’avocat en 1927

Habib Bourguiba, né officiellement le 3 août 1903 à Monastir, est le huitième et dernier enfant de Ali Bourguiba (1850-1925) et de Fattouma Khefacha (1861-1913). Issu d'une famille modeste, sa naissance marque la honte de sa mère et l'inquiétude de son père, les deux étant d'un âge avancé. Le jeune Habib, qui évolue dans un environnement féminin, est marqué dès son jeune âge par les inégalités des sexes. Malgré sa situation financière, Ali Bourguiba décide d'investir son argent dans l'instruction de son fils pour lui éviter son sort d'être enrôlé dans l'armée. Dans ce cadre, il l'envoie à Tunis en 1907, chez son frère M'hamed pour l'inscrire au Collège Sadiki. Séparé de sa mère à l'âge de 5 ans, il vit dans de modestes conditions à la capitale où il est marqué par l'affaire du Djellaz de 1911. En 1913, au grand soulagement de son père, il décroche son certificat d'études primaires qui le dispense du service militaire et lui permet de poursuivre ses études secondaires au collège Sadiki. Cependant, il perd sa mère, à l'âge de 10 ans, la même année, ce qui le marquera toute sa vie. 
Lorsqu'il commence son cursus secondaire, la Première Guerre mondiale éclate. S'il est studieux, son état de santé se détériore rapidement, pendant son année de terminale, par les conditions fournies par le collège qui applique des restrictions budgétaires dans le cadre d'effort de guerre. S'ensuit alors un séjour chez son frère Mohamed au Kef, pour retrouver ses forces. Marqué par les inégalités du protectorat, il décide alors d'étudier le droit pour combattre la France. Il obtient le soutien de son frère Mahmoud qui l'inscrit au Lycée Carnot de Tunis. Deux événements auxquels il participe marquent sa jeunesse : L'accueil réservé au cheikh Abdelaziz Thâalbi et la manifestation du 5 avril 1922, qui ne font qu'accroître ses aspirations nationalistes. En 1924, il décroche son baccalauréat en tant que majeur de promotion et s'envole pour Paris afin de poursuivre ses études supérieures. 
À la capitale française, il s'inscrit à la faculté de Droit de la Sorbonne et voue son temps à découvrir la civilisation colonisatrice pour « s'armer intellectuellement » contre elle. Là-bas, il rencontre Mathilde Lefras, une veuve de quatorze ans plus âgée que lui, avec laquelle il a une relation. En 1927, alors qu'il décroche une licence en Droit, Mathilde donne naissance à leur fils, Habib Jean Bourguiba. De retour à Tunis, il l'épouse et recherche du travail en tant qu'avocat, pour fournir les besoins nécessaires à sa famille. Il s'engage rapidement dans un parcours journalistique en vue de défendre la personnalité tunisienne.

## Origines familiales

### Famille paternelle
La famille Bourguiba est originaire de la noblesse ottomane. En albanais, le nom Bourguiba signifie « prisonnier ». La famille vit à Constantinople avant de la quitter pour rejoindre les côtes de Syrte en Libye. En 1795, l’arrière grand-père de Habib Bourguiba, Haj Mohamed Bourguiba El Kebir, quitte la Tripolitaine pour s’installer en Tunisie en raison des troubles qui éclatent entre la Libye et l’Empire ottoman. C'est ainsi qu’il embarque pour Monastir avec sa famille, ses biens, ses pêcheurs, ses quarante esclaves et son médecin puis s’installe dans un quartier appelé depuis « quartier des Tripolitains ». Dès lors, Mohamed Bourguiba s’enrichit de plus en plus et apporte son aide aux personnes dans le besoin, devenant connu pour sa générosité. Il a un fils prénommé Mohamed, le deuxième du nom, qui naît en 1805. À la mort de son père, il hérite de ses richesses qu’il fait fructifier et devient connu, tout comme lui, pour son aide aux nécessiteux, notamment les pauvres et les esclaves noirs.

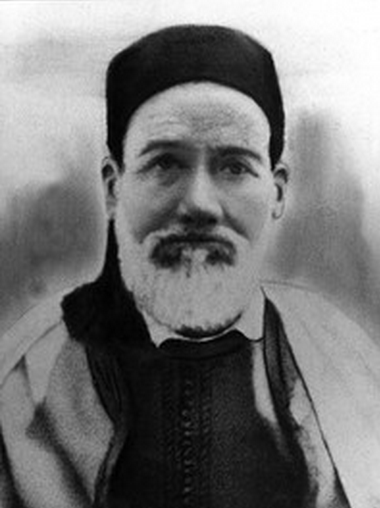
Portrait de Ali Bourguiba, père de Habib

Quelques années après son installation à Monastir, la dynastie husseinite entreprend plusieurs réformes pour éviter à la Tunisie le sort de la Régence d'Alger et met en place de nouvelles institutions en vue de rivaliser avec l’Europe, tentative coûteuse pour l’État, qui est obligé d’augmenter l’impôt de la mejba pour pouvoir rembourser ses emprunts à l’étranger. Cela se solde par un mécontentement de la population qui décide de se révolter en 1864. En résulte une répression impitoyable : le bey décide de punir toute personne y ayant participé. Mais l’arrivée du général Ahmed Zarrouk, chargé de la pacification, se solde par l’arrestation des notables de la cité, dont fait partie Mohamed Bourguiba et son frère, et leur détention dans un camp beylical dressé à l’ouest de la ville. Ils ne sont libérés que grâce au sacrifice de la famille qui renonce à ses bijoux, argents et titres de propriétés. Le benjamin de ses quatre enfants, Ali, âgé de 14 ans, est chargé de porter la rançon à la tente du général. Il se fait alors, remarquer par le général Zarrouk qui voit en lui une bonne recrue pour ses troupes et décide de l’enrôler. Il accepte et passe dix-neuf ans de sa vie en campagne, avant de terminer sa carrière militaire avec le grade de sergent-chef et une pension trimestrielle de 11,25 francs. Toutefois, Mohamed Bourguiba décède la nuit de son retour chez lui, en 1865.
Lorsqu’il quitte l’armée, la France vient de prendre les pleins pouvoirs, avec la signature du traité du Bardo du 12 mai 1881 et des conventions de la Marsa du 8 juin 1883, et d’instaurer son protectorat avec l’accord de Sadok Bey. Un an avant son instauration, Ali Bourguiba, âgé de 30 ans, épouse en 1880 Fatouma Khefacha, fille d’Ahmed Khefacha et Khadouja Mzali, ce qui lie la famille Bourguiba à la famille Mzali. Appauvrie, la famille ne fait plus partie des notables locaux. La maison familiale est occupée par les trois enfants de Mohamed Bourguiba, à savoir sa fille unique Emna, qui a épousé Ahmed Sakka, son deuxième fils Hassan, et Ali ainsi que son épouse. Fatouma met au monde six garçons — Mohamed, Ahmed, Mhamed, Mahmoud, Younès qui décède à l’âge de trois mois et Habib — et deux filles, Nejia (qui a failli épouser le père de Mohamed Mzali) et Aïcha.
Dans cette situation, l'atmosphère familiale entre les trois frères est caractérisée par plusieurs disputes. Cohabitant chacun dans une chambre, plusieurs querelles éclataient entre les belles-sœurs, les enfants et même les trois frères. Bourguiba déclarera par la suite qu'il est arrivé à son père de brandir son sabre pour menacer son frère Mohamed, armé lui-même d’un fusil, tout en insistant sur la fréquence des disputes entre belles sœurs, jalouses de la femme de Ali, Fattouma qui avait mis au monde six garçons. N'ayant qu'une seule cuisine dans la maison, les belles-sœurs s'y réunissaient pour préparer le repas mais une de ses tantes par alliance, s'avisa de jeter une poignée de sel dans la marmite où cuisinait Fattouma, ce qui mena Ali à déménager. Ce dernier nommé cheikh du quartier tripolitain puis conseiller municipal et expert agricole se permit alors d'améliorer sa situation personnelle et de déménager dans une modeste demeure appelée Dar El Kouij et située sur une falaise nommé Karrayia (« Sainte noire » en turc) où ils habitèrent une année avant de déménager dans leur propre maison, dont le chantier fut supervisé par Ahmed Sakka, l'époux de sa tante paternelle, Emna,.

### Famille maternelle
Fattouma Khefacha, née en 1861 est la fille de Khadouja Mzali et Ahmed Khefacha. Très jeune, les parents de Fattouma divorcent. Bourguiba, qui n'épargne guère ses critiques sur la répudiation, déclare lors d'une conférence donnée en 1973, que la raison de ce divorce était « futile ». En effet, cette décision de divorcer intervient lorsque Khadouja présente un repas froid à son époux. Une fois divorcé, Ahmed épouse une autre femme et fonde une nouvelle famille. Khadouja n'a alors d'autres choix que de se retirer chez ses parents, au quartier des Tripolitains. C'est dans cette maison qu'est éduquée Fattouma, sa mère refusant de se remarier. En 1880 et à l'âge de 15 ou 16 ans, Fattouma épouse Ali Bourguiba et avec l'insistance de sa mère, part de la maison de son père vers celle de son époux. Khadouja, dont le père décède en 1884, rejoint sa fille avec laquelle elle cohabite. Dans ce cadre, elle participe à la préparation des provisions et au lavage
de la laine au bord de la mer. Elle entretient de bonnes relations avec sa sœur Aïchoucha Mzali, mère de Abdelaziz El Aroui, qui habite au bout de la rue.  Malgré cela, Bourguiba déclarera qu'« en vérité, il n’y avait pas beaucoup de relations entre ma famille et celle de ma mère, c’est-à-dire celle de Ahmed Khefacha qui, comme je l’ai dit, s’était remarié. Cependant en passant un jour sur la place, appelée aujourd’hui place de
l’indépendance, où se trouvait un grand café, mon père qui me tenait par la main, me fit un signe d’aller embrasser mon grand-père, en me désignant un homme d’un certain âge au visage sanguin. Je me dirigeai donc vers lui et l’embrassai ».

## Naissance

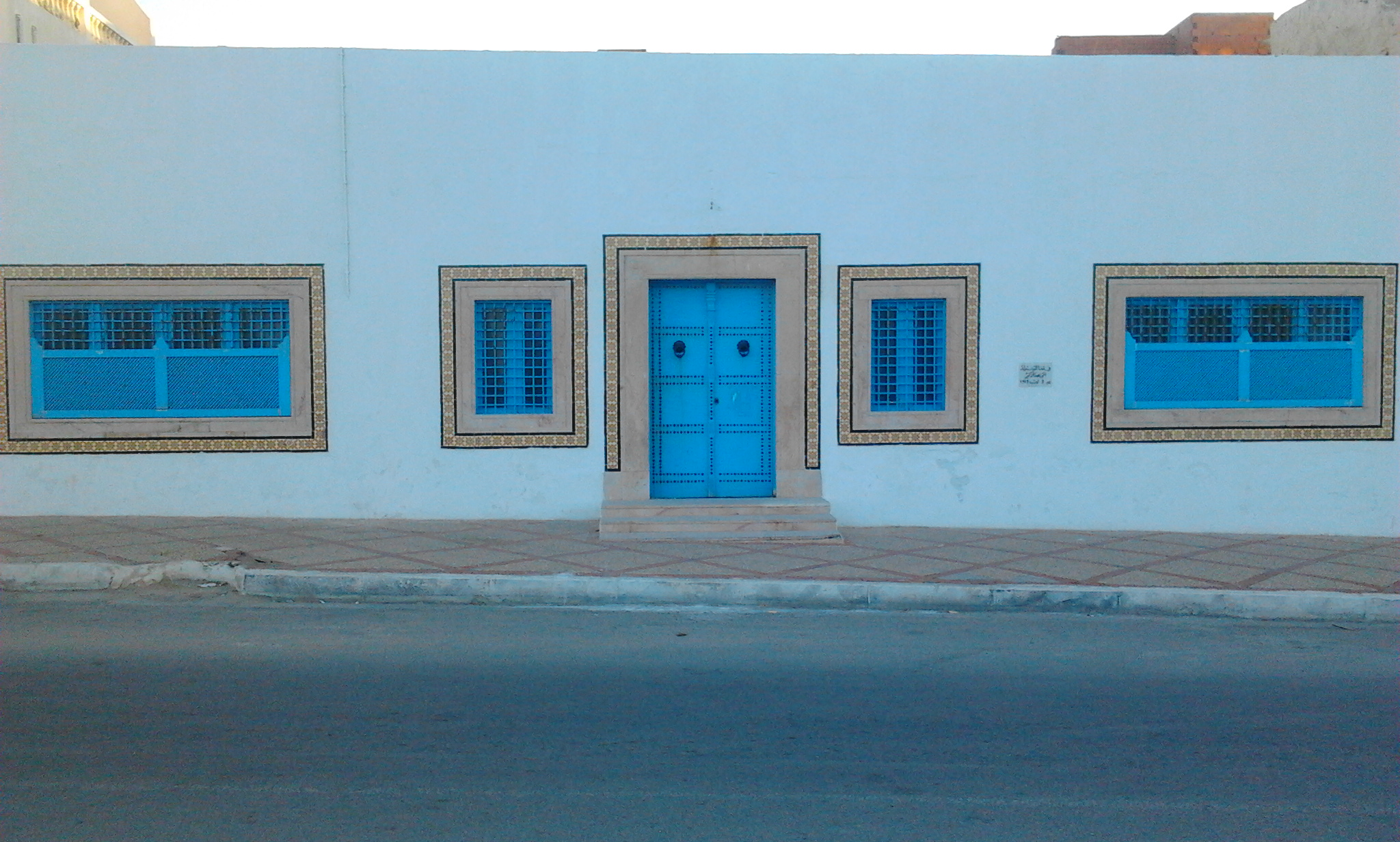
Maison natale de Bourguiba

Bourguiba naît officiellement le 3 août 1903 à Monastir. Cependant, une forte incertitude demeure sur cette date qui, selon certains de ses biographes, pourrait avoir été falsifiée de quelques années pour le rajeunir, certaines familles évitant de déclarer trop tôt la naissance d’un garçon afin d’éviter la conscription selon Samya El Mechat dans son livre La Tunisie et les chemins vers l’indépendance. 1945-1956. Lors de la conférence qu'il donne le 12 octobre 1973, il déclare qu'on se réfère à la naissance de son cousin, Chedly Zouiten pour déterminer la sienne. Ce dernier étant son aîné de neuf mois, il en conclut que sa date de naissance serait plutôt le 3 août 1902. Malgré cela, l'incertitude demeure puisqu'il serait en fait né en 1901 ou encore en 1898. Bourguiba aurait ainsi raconté en 1955 : « Je suis né en 1901. Mais quand je me suis inscrit à la faculté de droit à Paris, en 1924, le secrétaire a fait une erreur et a marqué 1903. Comme je n’étais pas très jeune étudiant, je me suis satisfait de cette date et je l’ai gardée ». L’un de ses ministres, Mahmoud El Materi, confirme cette hypothèse dans ses mémoires. Il est le fils d’Ali Bourguiba et Fatouma Khefacha qui est alors âgée de 40 ans. Bourguiba déclarera que sa mère a eu honte de concevoir un enfant à cet âge si tardif pour elle, sa dernière grossesse remontant à sept ans et son père se demanda s’il pouvait élever son fils malgré son âge avancé. Il raconte sa naissance en ces termes : « Quand elle m’a conçu, ce fut pour elle, la malheureuse, une véritable catastrophe. Elle avait déjà quarante ans. Plusieurs grossesses avaient fortement éprouvé sa santé. On m’a rapporté, qu’au moment de me mettre au monde, elle avait tellement honte de m’avoir conçu à son age qu’elle étouffait ses cris de délivrance, en serrant les dents sur une serviette placée dans sa bouche ». Néanmoins, elle fut soulagée d'avoir donné naissance à un garçon, évitant la catastrophe qu'aurait constitué celle d'une fille. C’est ainsi que naît Habib, le dernier de sa fratrie.

## 1903-1913: Enfance difficile

### Le dernier de la fratrie

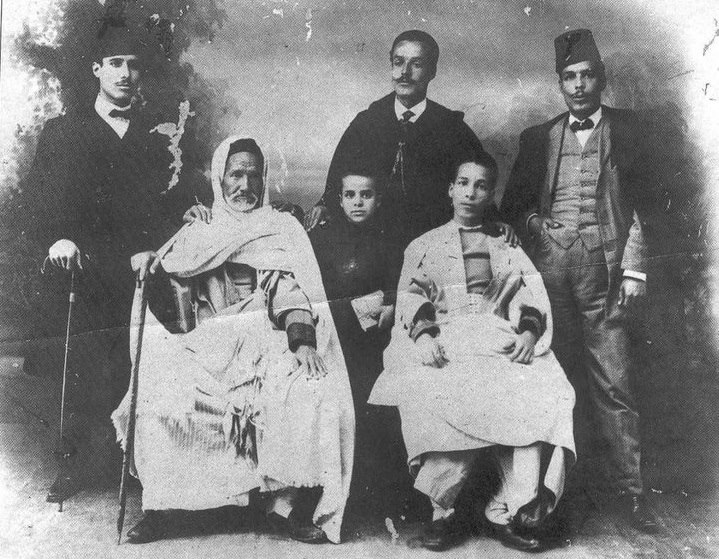
Ali Bourguiba entouré de ses enfants Mohamed, Ahmed, Mhamed, Mahmoud et Habib

Malgré sa situation financière, Ali Bourguiba accorde une grande importance à l’éducation de ses enfants jusqu’à se faire critiquer par son frère Mohamed, qui lui reproche de trop investir dans l’instruction. Mais ce dernier réussit à les faire accéder à des postes importants grâce à sa maigre pension militaire et à ses petites exploitations agricoles si bien que, Mohamed, l’aîné né en 1881, travaille à Tunis en tant qu’aide-infirmier à l’hôpital Sadiki. Quant à Ahmed et Mhamed, ils font partie du corps des interprètes sans lequel le secrétaire général français du gouvernement ne peut contrôler l’administration tunisienne. Pour ce qui est de Mahmoud, ce dernier poursuit ses études au collège Sadiki, lors de la naissance de son petit frère Habib. 
En 1901, Ali se procure assez d’argent pour construire une maison dans le quartier des Tripolitains, comptant deux vestibules, trois pièces et un patio. Pour y parvenir, Khadouja Mzali, la mère de Fatouma, vend la part d’héritage qui lui revient des Mzali pour aider sa fille à achever la maison. Lors de la naissance de Bourguiba, Ali, âgé de 53 ans, devient conseiller municipal et côtoie les notables de la ville, ce qui lui permet d’améliorer sa situation financière et sociale et lui permet de prévoir un avenir éducatif moderne pour son dernier fils, tout comme pour ses frères. 
Habib Bourguiba grandit dans un environnement féminin, ses frères étant à Tunis et son père étant âgé : il passe donc ses journées avec sa mère, sa grand-mère et ses sœurs, Aïcha et Nejia, ce qui lui permet d’assister aux corvées habituelles des femmes et à leur inégalité devant les hommes. Bourguiba raconte son enfance en ces termes : « J’étais le plus jeune de tous. À ce titre, on me chargeait de toutes les commissions. J’étais tout désigné pour les multiples petites corvées. Je faisais, en somme, office de domestique. J’étais chargé de tenir l’aiguière et de verser de l’eau sur les mains de mes aînés, après les repas. Mais je n’étais l’aîné de personne, et je devais me débrouiller tout seul avec l’énorme récipient pour me laver moi-même les mains ». Un autre fait avait marqué l'enfance de Bourguiba : étant le plus jeune de la famille, il devait s'adresser à ses aînés, dont ses frères en utilisant le terme « Sidi ». Cependant, l'appellation de ses sœurs posait problème de protocole. Bien qu'étant plus âgées, leur sexe féminin ne leur conférait pas un droit de préséance sur le jeune Habib. Son père Ali s'empresse alors de résoudre le problème en décidant qu'ils devaient s'appeler par leurs prénoms respectifs, « sans autre marque distinctive de différence ». Le jeune Habib ne tarde pas à remarquer le statut inférieur des femmes en ce début de siècle.

### Séparation de sa mère et études primaires à Tunis
Il fréquente, pendant quelque temps, l'école franco-arabe de Monastir où il gardera contact avec son instituteur français, Pierre Mounier-Pillet, qu'il retrouvera au Caire quarante ans plus tard. Mais Ali désirant plus d'éducation et de chances pour son fils, décide de le confier à son frère M'hamed, qui vit à la médina. C’est en 1907 qu’il quitte Monastir en direction de Tunis, à bord du train de Sousse qui le mène à la capitale, marqué par le fait de quitter sa mère à 5 ans, âge si jeune. La séparation le marque et ne peut la revoir que lors des vacances d'été, au bout de neuf mois d'éloignement. Quelques années plus tard, Bourguiba raconte le périple de son voyage : « C’était en 1907, un tel voyage à l’époque n’était pas chose aisé. C’était une véritable expédition. On se rendait à Sousse par une diligence qui appartenait à un Maltais appelé Carlo. Ce véhicule était vétuste et il fallait aux quatre ou cinq passagers descendre le pousser chaque fois qu’on montait une côte ou le retenir dans la pente pour que l’attelage ne soit pas écrasé. Arrivé à Sousse, il me fallait prendre le train de la Compagnie Bône-Guelma. On mettait quatre ou cinq heures pour rejoindre Tunis ». À son arrivée, la ville est marquée par la lutte contre le protectorat français et l’émergence du mouvement national dominé par Ali Bach Hamba. 

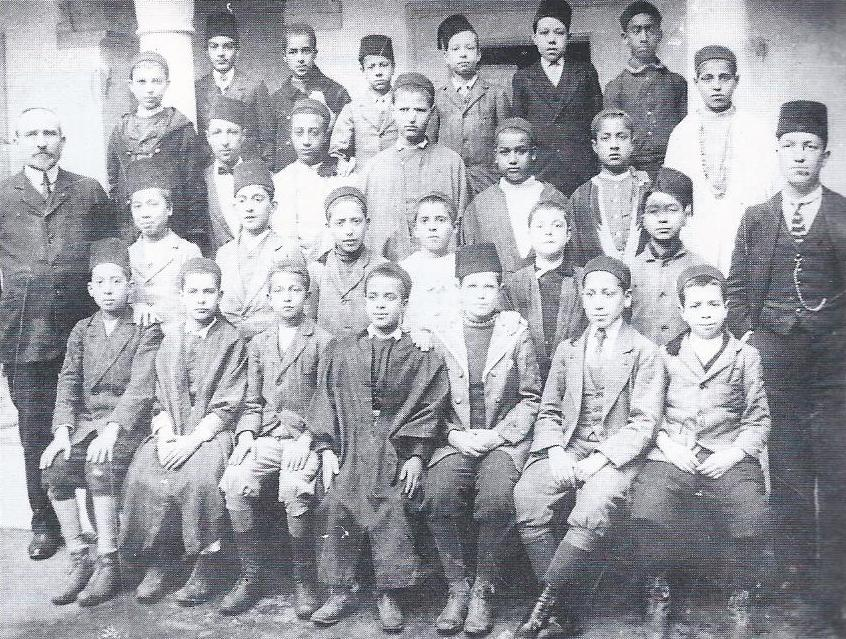
Photo de classe en 1910 du jeune Bourguiba au collège Sadiki.

C’est alors qu’il s’installe dans le quartier de la bourgeoisie commerçante du Tourbet El Bey, dans la médina, où son frère M'hamed loue un logement sur la rue Korchani. Interprète à la section d’État, ce dernier s’absente souvent pour ses cours à la Khaldounia visant à préparer la première partie du baccalauréat et livre son frère à Dhaouia, sa servante qui fait de Habib son domestique ; cette dernière lui fait faire ses corvées et les courses puis le traîne avec elle quand elle se rend dans les familles sélectionner une jeune fille à marier pour M'hamed. À la rentrée de 1907, ce dernier l’inscrit au Collège Sadiki où le surveillant général le qualifie de turbulent mais studieux. Le jeune Habib doit alors parfaire sa maîtrise du Coran, la moitié des heures de classe se passant au kouttab, ce qui l’oblige à poursuivre son apprentissage pendant le week-end avec son frère, où les cris et hurlements lui servent de pédagogie. « Pour me rendre à l’école », se rappelle-t-il, « il me fallait faire le chemin à pied. Quittant la maison où
j’habitais et qui appartenait au grand-père de Tahar Lakhdar je traversais les souks et grimpais la colline de Sidi Ben Arous. J’étais pauvrement vêtu. Mes souliers troués prenaient l’eau. Par fierté, je me refusais à demander à mon frère aîné de m’en acheter une paire neuve. Telle fut ma vie tout au long de mes études primaires ». Les membres de la famille beylicale étant les seuls à pouvoir déjeuner au Collège Sadiki, Bourguiba en est réduit aux ratatouilles de Dhaouia qui n’atténuent pas sa faim. Ce n’est que lors de l’épidémie de choléra de 1911, qui emporte l’épouse enceinte de M'hamed, qu’il échappe à toute surveillance et mange à sa faim, grâce au couscous destiné aux invités, jusqu'à frôler l’étouffement, sauvé de justesse. 
Néanmoins, le jeune Habib passe ses vacances à Monastir au milieu des femmes qu’il aide dans les corvées : aider la servante Fatma, porter le plateau de baklawas au four de l’oncle Hamida, surveiller la cuisson en l’arrosant d’une louche de miel ou participer aux travaux de l’oliveraie. Il passait également du temps avec son père qui le conjurait de poursuivre ses études pour éviter le sort qu'il a connu : « Je ne veux pas que tu sois ravalé, un jour, à la condition d’une bête de somme. Je ne veux pas te voir comme moi, condamné à porter un barda sur tes épaules, à longueur de jours », déclarait-il à son fils. À la fin des vacances, il rentre chez son frère à Tunis où, après les cours, il flâne dans les rues et admire le bey venant, chaque jeudi, à la kasbah pour présider la cérémonie du sceau. Il est marqué par les événements du Djellaz en 1911 notamment l'exécution de Manoubi Djardjar à Bab Saadoun, où il remarque l'hostilité et les rires moqueurs des prépondérants. Les exils et la répression du Boycott des tramways tunisois, survenus en réaction aux émeutes du Djellaz, ne tardent pas à alimenter la flamme de la révolte et de la contestation,. 
L'année 1913 est pour lui une année importante : S'impliquant davantage dans ses études, il obtient son certificat d’études primaires, ce qui le dispense des servitudes militaires en vertu d’un décret beylical, au grand soulagement de son père. Non seulement, son fils y échappe, tout comme ses autres enfants, mais il est aussi admis en tant qu’interne au Collège Sadiki pour poursuivre ses études secondaires, prises en charge par le collège, ce qui implique « le gîte, le couvert, l’habillement, les fournitures scolaires et même le hammam gratuit tous les 15 jours pour six années que devait clôturer le Diplôme de Fin d’Etudes Secondaires ». Cependant, sa joie est de courte durée : Le 1er octobre, il regagne Tunis pour intégrer le collège Sadiki en classe de sixième. Mais au cours de la première semaine de novembre 1913, « le surveillant général vint me sortir de classe et m’annonça le décès de ma mère », raconte Bourguiba en 1973. « Je me rendis aussitôt à Monastir où je trouvai toute ma famille en émoi et ma mère étendue sur son lit de mort [...] Le décès de ma mère m’a profondément bouleversé. J’en fus marqué d’une façon indélébile ». Pour lui, aucune épreuve n'a été plus rude que le décès de sa mère : ni l'éloignement à Bordj le Bœuf quelques années plus tard, ni l'incarcération au Fort Saint-Nicolas ni même son exil au Caire. Il déclare, au moins, l'avoir rendue fière en obtenant son certificat d'étude primaire.

## 1913-1924: Études secondaires

### Échec des études à Sadiki
Après l'enterrement de sa mère, le jeune Habib quitte la maison de son frère pour s’installer dans les petits dortoirs du Collège Sadiki. Il a pour professeurs de prestigieux cheikhs de la Grande mosquée Zitouna notamment Mohamed Abdelaziz Djaït. « Il nous a appris toutes les « Moualakat » que je connais encore par cœur et que je vous récite sans avoir pris soin de me rafraîchir la mémoire, avant de venir ici », déclare-t-il en 1973. Il apprend également la grammaire arabe grâce au cheikh Mohamed Belkadi. Cependant, des professeurs français le marquent également notamment M. Collières qui l'initie à la langue française. « Je peux affirmer que ni au lycée Carnot ni, plus tard, à l’Université, je n’ai eu besoin d’acquérir de nouvelles connaissances pour mieux maîtriser cette langue. Voici sa photo que j’ai retrouvée dans mes documents [...] Il nous avait réellement inculqué l’art de la rédaction française. Ses méthodes pédagogiques étaient remarquables. Et si j’ai appris à rédiger des articles dont l’articulation parfaite et l’équilibre harmonieux suscitent l’admiration, c’est bien à lui que je le dois ».

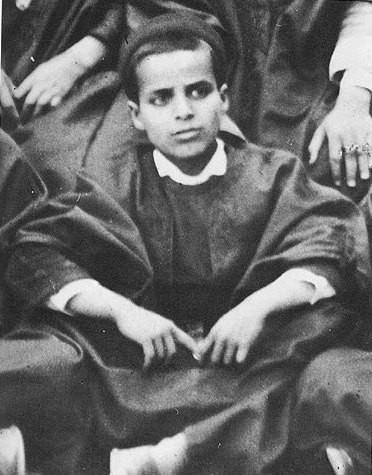
Bourguiba en 1917

Cependant, son entrée au collège est rapidement suivie par l'éclatement de la Première Guerre mondiale en septembre 1914, à laquelle s'ajoutent les problèmes financiers de l’école, dirigée par un directeur sévère. Bourguiba témoigne qu’en ce temps-là, la nourriture est épouvantable : on leur sert en guise de déjeuner un ragoût aux courges et un plat de macaronis. Quant au petit déjeuner, il a en guise de nourriture un beignet enveloppé dans un journal et qui sent le pétrole. Ces traitements mènent les élèves à protester contre cette situation, malgré les efforts du directeur qui souhaite y mettre fin. Bourguiba dénonce alors ce qui se passe, déclarant au directeur qu’il ne mérite pas d’être traité de cette manière. Pensant à tort qu’il va être sanctionné, le jeune lycéen apprend à oser parler et dénoncer. Par ailleurs, Bourguiba est marqué par l’enseignement qu’il reçoit et qui fait aussi éclore les germes de la révolte : Bourguiba est marqué lors de son année de première par Habib Jaouahdou, un élève talentueux qui entraîne ses camarades en leur expliquant ce qui se passe hors des murs du collège. Sa formation en arabe est renforcée par un professeur qui le marque : Mohamed Lasram, qui appartient à la génération de Bach Hamba et que Bourguiba se remémore en déclarant : « Je dois reconnaître que c’est grâce à lui que nous avons appris, depuis, à nous exprimer et à rédiger en arabe classique. Cette langue nous était, auparavant, enseignée, principalement, sous forme de versions diverses. Nous apprenions à traduire des lettres administratives ». 
Peu à peu, il développe un sentiment patriotique et se rend avec son père aux funérailles du nationaliste Béchir Sfar au cimetière du Djellaz, en avril 1917. L'émotion des présents, notamment son père, a marqué sa jeunesse. Lors de la conférence de 1973, il raconte ce jour marquant : « Nous devions faire une promenade dans les environs du cimetière du Jellaz. Il [son père] me tenait par la main et je le voyais qui pleurait à chaudes larmes à telle enseigne que certaines gens le prenaient pour un proche parent du défunt. J’ai compris, ce jour-là, que mon père nourrissait des sentiments patriotiques indéniables. Mais il ne s’était jamais ouvert à moi à ce sujet. Sans doute, ne voulait-il pas troubler la paix de mon
jeune âge [...] Les larmes de mon père, le jour des obsèques de Béchir Sfar avaient marqué ma jeunesse. Je ne me souviens pas l’avoir interrogé sur les motifs de ces larmes. Mais cet événement m’avait profondément frappé et contribué à susciter en moi un vif sentiment patriotique ».
Plusieurs événements importants se succèdent alors, notamment l'arrivée d’Abdelaziz Thâalbi qui revient de son exil. C’est alors que Jaouahdou décide de former un groupe, dont Bourguiba fait partie, et d’aller saluer le militant nationaliste. Ils se rendent alors à son domicile sur la rue du Pacha. En parallèle, le jeune Bourguiba doit se mettre au travail pour garder sa place au collège et être sélectionné. Sur 32 élèves entrés en classe de sixième en même temps que lui, seuls quatorze parviennent à l’année du diplôme. Bourguiba, interne et boursier, doit être très attentif aux résultats de fin d’année même s’il est loin de figurer parmi les plus brillants. Ses conditions de vie misérables se détériorent avec le mariage de son frère avec Memia Saheb Ettabaâ, fille d’un ancien ministre du bey ; cette dernière se venge sur lui d’une mésalliance avec cette famille pauvre et ne donne pas une bonne éducation à son jeune beau-frère. Même l’entourage de Bourguiba, rempli de beldis, se rend compte des inégalités sociales. C’est ainsi qu’il échoue en 1917 dans son brevet d’arabe qui lui permettrait d’accéder à une fonction administrative. Malgré sa sévérité et sa rigidité, le directeur lui permet de refaire sa sixième et dernière année de collège en 1919-1920. Mais le froid de l’hiver et la mauvaise nourriture, causés par les privations du directeur en vue d'un effort de guerre, détériorent la santé de l’enfant qui est hospitalisé à la suite d’une primo-infection. Il est alors contraint d’abandonner le collège pour rester à l’hôpital. Lors de la conférence qu'il donne en 1973, il résume cette année en ces termes : « La sixième année était l’année terminale, l’année du diplôme, de la délivrance. Par malheur, ou par bonheur pour la Tunisie, je tombai malade au bout de deux mois ».

### Séjour au Kef
Pour s’en remettre, la famille l’envoie chez son frère Mohamed au Kef, pour profiter du bon air des montagnes de la région. Son frère, auxiliaire médical à l’hôpital local, âgé de 39 ans et très apprécié par les habitants de la ville, l’accueille dans sa demeure où il reste pendant vingt et un mois à partir de janvier 1920. Ce long séjour de deux ans est pour lui un tournant majeur. En effet, loin des conditions du collège et de la maltraitance de Dhaouia et de sa belle-sœur, l’adolescent chétif et pâle peut évoluer et devenir un homme vigoureux et sûr de lui. Son frère Mohamed joue un rôle majeur dans ce changement de personnalité, étant ouvert, moderniste et prônant le laïcisme. Ce dernier vit avec une infirmière italienne qui n’est pas une bourgeoise aux grands airs mais qui l’accueille à bras ouverts et joue, elle aussi, un rôle important dans sa métamorphose, en comblant le vide affectif du jeune Bourguiba. De même, Mohamed est un grand amateur de théâtre et ancien directeur de la troupe dramatique Ech-Chahama, qui avait interrompu son activité à la suite de la guerre. Elle avait, de 1909 à
1913, donné d’admirables représentations d’Hamlet, de Mejnoun Leila, etc. Bourguiba en profite pour répéter avec son frère et participer aux activités théâtrales qui reprennent dans ce contexte post-guerre, lui donnant de l’assurance. Malheureusement, la pièce tant répétée est interdite par les autorités, cette dernière évoquant la situation du peuple néerlandais sous l’autorité espagnole. Cependant, la sympathie de son frère envers les habitants du Kef rejaillit sur lui : il apprend à jouer aux cartes, discute de stratégies avec les militaires démobilisés, s’intéresse à Mustafa Kemal Atatürk puis rend visite à son autre frère Ahmed à Thala où il apprend notamment l'équitation.
Bourguiba tire un bilan positif de son séjour au Kef : « Mon séjour au Kef avait rétabli ma santé. Mais il était trop tard pour mon développement physique. Ma taille ne dépasse pas depuis, 1 m 65 soit cinq centimètres de moins que la normale. C’est qu’à l’âge de l’adolescence j’avais manqué de vitamines dont disposent aujourd’hui les jeunes et qui leur sont accordés gratuitement dans les hôpitaux et par les organisations nationales », déclare-t-il quelques années plus tard. Son séjour au Kef est néanmoins marqué par la fondation du Destour, parti militant pour l’indépendance. Dès lors, Bourguiba s’intéresse au militantisme et déclare à l’un de ses amis du Kef, Othman Kaak : « Tu t’occupes de littérature. Moi aussi j’aime la littérature, je l’adore. Mais j’ai un autre projet. Je me propose d’entrer à la Faculté de Droit pour lutter contre la France ». Son rêve se voit contrecarré par ses études peu brillantes, contrairement à ses anciens camarades du collège qui eux sont devenus fonctionnaires dans l’administration coloniale. 

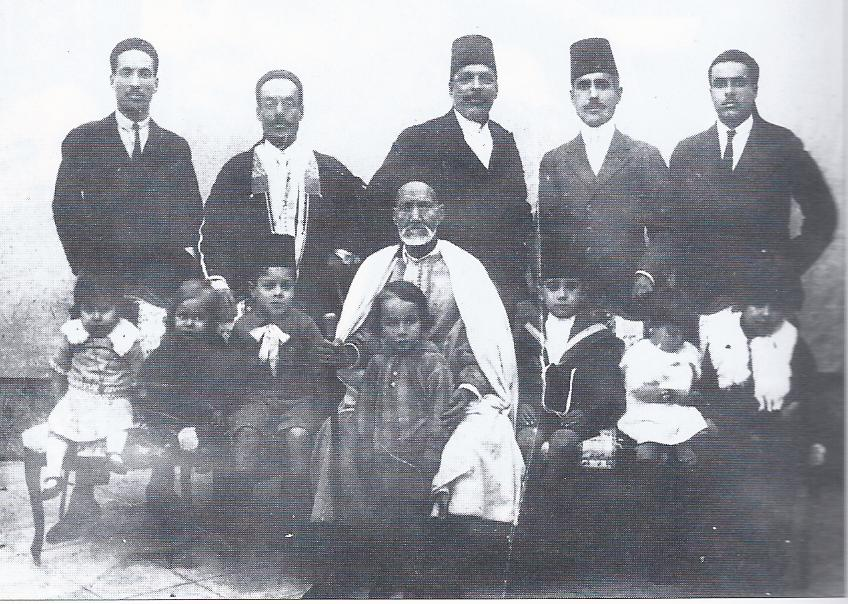
La famille Bourguiba au début des années 1920.

Un conseil de famille a alors lieu pour envisager son avenir : aucune de ses belles-sœurs n’est prête à financer ses études. Quant à ses frères, ils le considèrent comme un raté et envisagent de le placer en tant que commis chez un agriculteur ou un épicier. Seul son frère Mahmoud, célibataire de trente ans et interprète au ministère de la Justice, décide de financer ses études à l’étranger ; c’est grâce au soutien de ce dernier et à son aide que Bourguiba entre au lycée Carnot de Tunis. Bourguiba résume les raisons du soutien de son frère en déclarant en 1973 : « A propos de Si Mahmoud, j’ai oublié de vous dire qu’en cette année où j’ai réussi au Certificat d’Études Primaires et perdu ma mère, il venait de quitter Sadiki où il était interne. Il était en classe de seconde. J’habitais moi-même, à Tourbet El Bey. Il me rendait visite les vendredi et dimanche de chaque semaine pour me faire travailler. Mais il s’acquittait, en l’occurrence de sa tâche de répétiteur avec une brutalité et une sauvagerie sans pareilles. Il entrait dans des rages folles et me battait comme plâtre. Je n’avais pas encore dix ans et ma frayeur était si intense que je n’arrivais même plus à fixer mon attention ni à comprendre les questions qu’il s’évertuait à me poser. À chaque fois, saisie de panique, la femme de ménage se précipitait à la fenêtre et criait au secours. J’étais violemment traumatisé et je me demande encore aujourd’hui comment un traitement aussi scandaleux n’a pas finalement eu raison de mon intelligence et ma soif de savoir [...]  Il s’était en effet racheté ».

### Réussite scolaire au Lycée Carnot

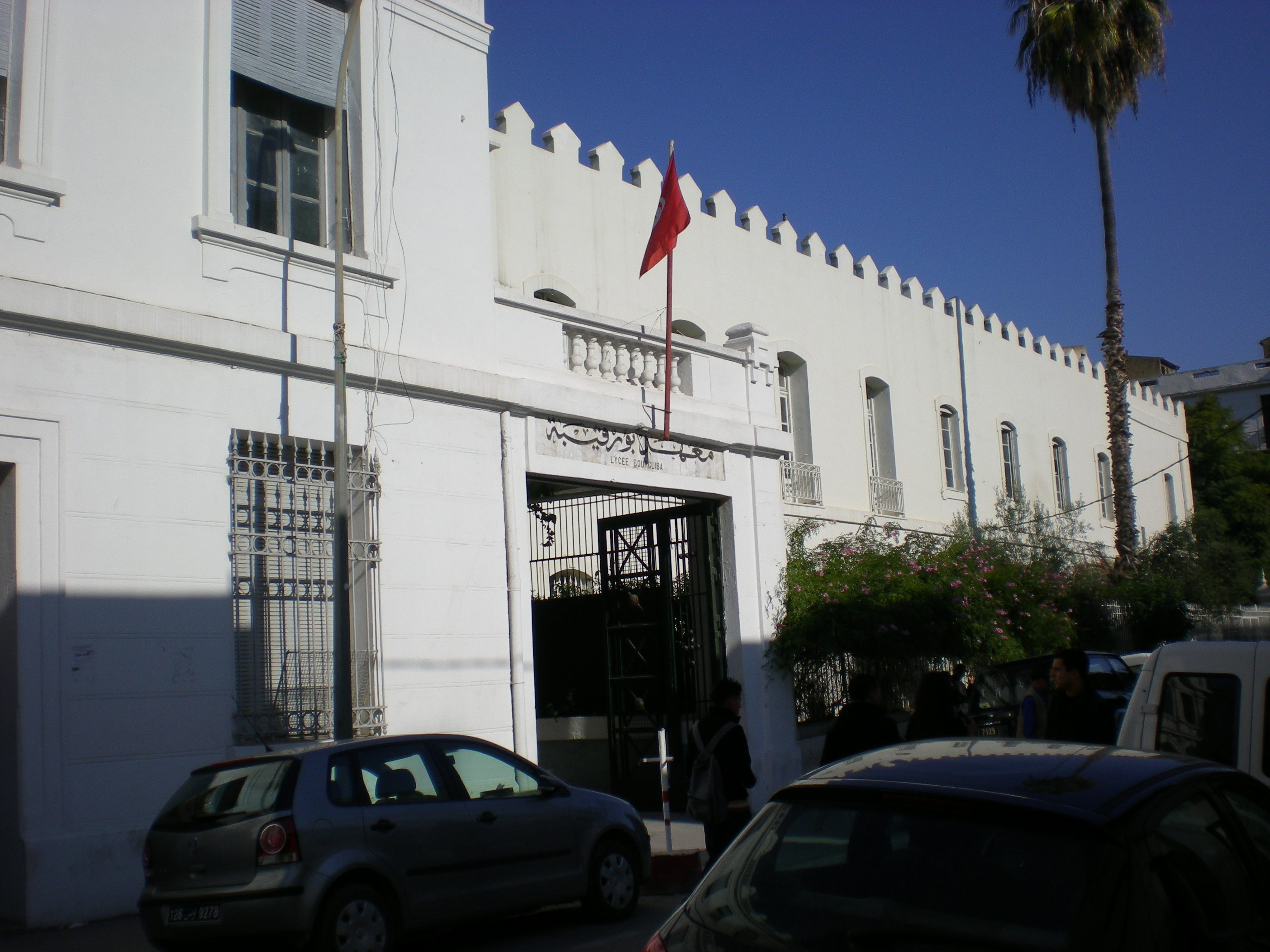
Le lycée Carnot de Tunis, devenu quelques années plus tard, le lycée Pilote Habib Bourguiba

Bourguiba est d'abord admis en classe de première grâce à l'aide de son frère Mahmoud qui sollicite le secrétaire du proviseur, Tahar Zouiten. Il retrouve, avec grande joie, son ami de Sadiki, Tahar Sfar, qui est dans l'autre classe de première. Deux ou trois semaines plus tard, il est convoqué par Tahar Zouiten qui lui annonce la décision de le rétrograder en classe de seconde. Bourguiba relate les faits en déclarant : « Malgré le vif dépit que m’avait causé ce déclassement, je me pliai à cette décision. Mais trois mois plus tard, je retournai voir M. Zouiten pour lui dire combien je lui étais reconnaissant de son initiative qui m’avait permis de m’initier à des disciplines dont je n’avais aucune notion au Collège Sadiki. Les mathématiques venaient, en effet, de m’être révélées. Je n’avais rien appris de l’algèbre ni de la géométrie à Sadiki où notre de mathématiques passait le plus clair de son temps, de la sixième à la première, à rire et à s’amuser ». 
En effet, il développe une grande considération pour les mathématiques en raison de l’attention que lui voue son nouveau professeur, M. Perrachon. En revanche, il n'assiste jamais aux cours de français, dispensés par un professeur âgé et régulièrement chahuté : « Notre emploi du temps prévoyait, pour le vendredi après-midi, une séance d’histoire géographie, de 2h à 3h et une autre de français de 3h à 4h. J’assistais au premier cours, puis quittais le lycée à 3 heures pour me rendre au théâtre où régulièrement on donnait une pièce arabe, dans l’après-midi du vendredi [...] J’étais très féru d’art dramatique. Je considérais, par ailleurs, qu’en matière de français, je n’avais vraiment pas besoin de fournir d’efforts supplémentaires, après avoir été pris en main par M. Collières, à Sadiki ». En effet, il est classé premier en composition trimestrielle de français, malgré ces absences répétées. La raison est simple tel que l'explique Bourguiba : « Le vendredi après-midi, un surveillant se présentait à 2h, en classe d’histoire. On procédait à l’appel et les noms des absents étaient relevés sur un carnet. Ce surveillant, qui était un tunisien, se présentait, à l’heure suivante, au cours de français. Le professeur, auquel sa dignité interdisait de subir un chahut devant un indigène, s’empressait de mentionner sur le carnet « les mêmes » et de signer. Je n’assistai donc jamais aux cours de français et mes absences
passèrent régulièrement inaperçues ». Bourguiba ne tarde pas à connaître un succès scolaire en seconde, classé premier ou deuxième en compositions trimestrielles. 

Au lycée Carnot, il renforce son amitié avec Tahar Sfar et devient proche de Bahri Guiga, qui sont originaires de Testour. Malgré cela, on les décrit comme le trio des Sahéliens. À Tunis, les manœuvres de Lucien Saint pour éloigner le bey du Destour s’avèrent un échec. En effet, ce dernier monte un coup et diffuse une interview destinée au public français dans laquelle Naceur Bey annonce être opposé à ce mouvement et au fait que la Tunisie soit dotée d’une constitution. Toutefois, cette déclaration est rendue publique et le bey en dément plusieurs passages, dénonçant les manœuvres françaises et menaçant d’abdiquer. L’opinion décide de se mobiliser pour ce bey nationaliste, les Tunisois se rendant à pied au palais de La Marsa pour lui exprimer leur soutien, le 5 avril 1922 ; Bourguiba figure parmi les protestataires. Lucien Saint se rend alors au palais accompagné de militaires et oblige le souverain à ne pas abdiquer. Quant au journal Essawab, il est suspendu pour diffusion de fausses nouvelles. Bourguiba et Jaouahdou, son ancien condisciple de Sadiki, protestent avec les Tunisois contre ces décisions et échappent par miracles au renvoi du lycée. Lors de la conférence qu'il donne le 2 novembre 1973, Bourguiba revient sur les points qui ont marqué sa jeunesse et contribué à orienter sa pensée : 
« En vérité, tant que j’étais élève au Collège Sadiki, j’étais, certes, animé de sentiments nationalistes mais je n’étais pas passé à l’action. Toutefois, au cours de ma vie d’élève, j’ai participé à des actes de caractère politique à deux reprises : une première fois à l’occasion du retour d’Orient du Cheikh Thaâlbi. C’était un événement qui, à l’époque, avait sensibilisé l’opinion. Surtout que le personnage avait fait parler de lui à la suite de ses anciens démêlés avec le tribunal du charaâ [...] Le deuxième événement politique qui a marqué ma vie et auquel j’ai participé d’une façon active, est la manifestation du 5 avril 1922. Cette manifestation avait profondément secoué le peuple tout entier et particulièrement la jeunesse. J’étais alors élève au Lycée Carnot [...] Le peuple étant toujours disposé à soutenir quiconque se dressait contre la France, nous avons organisé une marche. Souffrant d’un abcès au pied, je me rappelle avoir attaché ma chaussure à mon pied déchaussé, m’être joint aux manifestants et avoir parcouru dans cet état, le trajet de Tunis à La Marsa où était la résidence du Bey »
Bourguiba passe ses vacances à Mahdia, chez sa sœur Nejia et son mari Ali Bouzgarou. Là, il rencontre plusieurs de ses amis et discute à la plage des écrits politiques et philosophiques des écrivains arabes tels Al-Mutanabbi et français comme Victor Hugo. Le soir, ils se réunissent pour discuter et appellent leur groupe le « cercle de Mahdia ». En 1923-1924, les trois amis restent inséparables et Sfar devient le confident de Bourguiba. 
Dans ce nouvel établissement, il découvre les différences entre Français et Tunisiens, non tolérés dans certains espaces publics et jouissant de beaucoup moins de droits que les autres. Bourguiba a d’excellents résultats lors de la première partie du baccalauréat et finit par choisir la section philosophie, à la grande surprise de ses camarades car Bourguiba est le premier en mathématiques. Bourguiba justifie ce choix pour se « préparer valablement à la grande bataille ». Ainsi, il déclare qu'« Il s’agissait pour moi d’aborder une nouvelle discipline faite de nuances et qui n’a pas de rigueur sèche des mathématiques où deux et deux font toujours quatre. La philosophie aborde, en effet, des problèmes complexes qui doivent ouvrir des horizons nouveaux à mon esprit avide de connaissances. Ainsi je serai mieux armé pour réussir la grande entreprise à laquelle j’avais décidé de consacrer ma vie. J’ai donc opté pour la section philosophie ». Il est alors l'élève du professeur Picard qui exposait dans son cours toutes les doctrines philosophiques « laissant à ses disciples la liberté de choisir l’opinion qui s’adaptait le mieux à leurs idées ». Il se rend régulièrement dans les bibliothèques, se passionne de livres d’histoire mais pratique avec constance l’école buissonnière et va voir tous les vendredis Habiba Msika jouant L’Aiglon. En 1923, au début de son année de terminale, Chedlia Zouiten, la fille de sa cousine Aïchoucha Bourguiba, lui est promise par son père Ali.

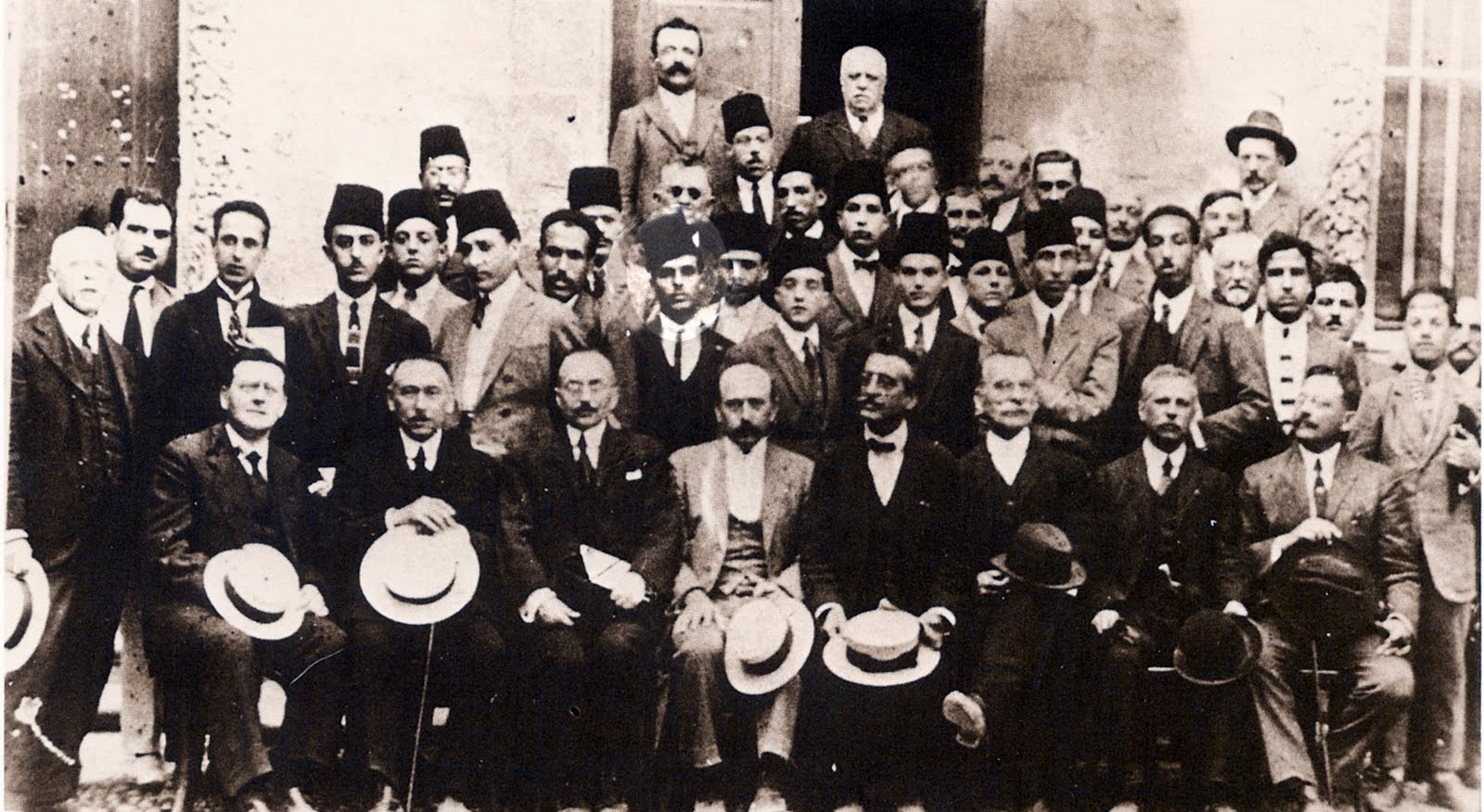
Bourguiba à l’issue de son année de baccalauréat au lycée Carnot en 1924

Bientôt bacheliers, ils sont conscients du rôle important qu’ils jouent pour l’avenir de leur pays. Bourguiba s’intéresse à la vie politique française et soutient le socialisme. Excellant dans ses études, il fait face néanmoins à de la concurrence pour obtenir une bourse d’études pour Paris avec Augustin barbe, un camarade français. Il continue à bénéficier du soutien de son frère Mahmoud qui promet de lui envoyer cinquante francs par mois, même s’il aurait préféré que son petit frère poursuive ses études à Alger avec M'hamed qui vient lui aussi de réussir son baccalauréat. Malgré les tentatives de ce dernier pour le dissuader, Bourguiba reste ferme. « C’est à Paris que je voulais poursuivre mes études pour connaître la France dans sa manière de vivre et de se gouverner, pour pénétrer aussi les secrets de son organisation administrative, politique et parlementaire », exprimera-t-il ses motivations quelques années plus tard.
En 1924, il passe son baccalauréat qui consistait en trois épreuves : une philosophique avec un coefficient de deux, la deuxième sciences naturelles et la troisième physique et chimie, chacune d’elles ayant pour coefficient un demi. Il obtient donc un seize en philosophie grâce à une « dissertation formidable », ce qui le classe premier de sa classe avec mention très bien. Il relate ce jour-là en ces termes :« À l’annonce des résultats je me sentais inquiet. Je comptais, coûte que coûte, sur la première place. Etre second ne m’aurait pas satisfait. A mon grand soulagement je fus déclaré premier avec mention très bien. Le deuxième était Auguste Barbe ». Il aurait déclaré, à la suite de sa réussite : « Je serai avocat et je déferai le protectorat ». À l’issue de l’épreuve, Bourguiba part pour suivre ses études de droit à Paris : il embarque alors sur un vieux rafiot, Le Oujda, pour découvrir la France.

## 1924-1927: Études universitaires à Paris

### À la découverte de la puissance colonisatrice
Dès son arrivée à Paris, Bourguiba s’installe dans la pension de Vauquer qui lui réserve un accueil sordide. Cette pension est à l’enseigne de l’hôtel Saint-Séverin, près de la place Saint-Michel, où il occupe une chambre située au sixième étage pour 150 francs par mois, avec un supplément de quinze francs pour un chauffage qui ne fonctionne pas. Il passe ses premiers mois à errer entre les hôtels du Quartier latin et les chambres d’étudiants tunisiens. Ayant préféré suivre des cours de philosophie, Bourguiba envoie régulièrement une copie de ses notes à son frère M'hamed et s'applique dans ses études. S'intéressant à la culture arabe, il suit les cours de William Marçais à l'instar de la psychologie et de la psychiatrie, lorsqu'il assiste, chaque dimanche matin, aux conférences du professeur George Dumas, à l'hôpital Saint-Anne. 
Dans ce cadre, il rencontre des paranoïas à l'hôpital qui se prenaient pour Napoléon ou d'autres personnages historiques. « Je ressentais alors cette euphorie du savoir qui s’accroît à mesure que s’étend notre recherche », déclare-t-il en 1973. « Je finis cependant par me dire que je n’étais pas venu en France dans ce dessein, mais plutôt pour m’armer intellectuellement en vue de combattre la
colonisation française. Je me déterminai donc à mettre un terme à ces études parallèles pratiquement interminables qui me détournaient de mon but ». Il écrit régulièrement à sa famille pour demander qu’on lui envoie un peu d’argent parce qu’il connaît des moments difficiles mais, grâce à l’intervention de Hassen Chedli, un Monastirien comptable au Collège Sadiki, il obtient une bourse de 1 800 francs, payable en deux fois, puis s’inscrit à la faculté de droit de Paris et entre à la Sorbonne pour suivre des cours de psychologie et de littérature.

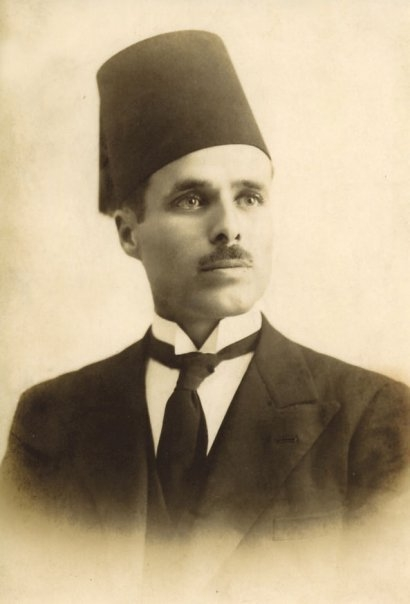
Portrait de Bourguiba, jeune étudiant en France

L'année 1924-1925 est pour Bourguiba une année de dure labeur. Cependant, il voue un grand intéressement à la politique et à la civilisation française qu'il compte découvrir sous tous ses aspects. Il se rend fréquemment au Palais Bourbon, où il suit les joutes oratoires, et se sensibilise à l’élégance intellectuelle et sentimentale de Léon Blum, qu’il connaît déjà à travers Le Populaire. Il se montre aussi sensible à l’évolution politique de la Troisième République. C’est en pratiquant ses activités de découvertes et d’écoute que naît en lui son goût pour la politique. Entre deux cours, les étudiants se rendent au jardin du Luxembourg pour parler des nouvelles et des problèmes politiques qui secouent la France de l’entre-deux-guerres : Bourguiba s’y rend pour lire son journal et participer aux débats. C'est dans ce contexte d'après guerre que les débats portent sur la Doctrine de Woodrow Wilson qui revendiquait la liberté des peuples à disposer d'eux-mêmes. La révolution russe bouleverse les esprits. En France, le congrès de Tours scinde la Section française de l'Internationale ouvrière en deux : l'une adopte la doctrine du communisme et prend le nom de parti communiste français, tandis que l'autre, garde son appellation d'origine et s'attache au socialisme. Les discussions portent en 1924 sur la mort de Lénine mais aussi sur le socialisme et la rivalité entre Léon Trotski et Joseph Staline. Bourguiba suit plusieurs événements internationaux, s’oppose au bolchévisme et s’intéresse à la démarche de Gandhi qui essaye de transformer le Congrès national indien en une puissante organisation de masse. Il trouve par ailleurs que la participation de Nguyễn Ái Quốc au congrès de Tours et son adhésion à la IIIe Internationale, dans le but d’obtenir l’indépendance de son pays avec l’aide des ennemis de l’impérialisme et du capitalisme, le rendent très dépendant de l’URSS. Bourguiba se montre, par ailleurs, admiratif envers son camarade tunisien Mahmoud El Materi.

Il est, par ailleurs, marqué par le buste d'Auguste Comte, père du positivisme, au-dessous duquel il est écrit « Vivre pour autrui ». Bourguiba déclarera par la suite que « C’était l’expression du but même de la vie que je me proposais de vivre, de l’objectif que je m’étais assigné ». Lors de la quatrième conférence qu'il donne, en novembre 1973, Bourguiba expose ses déterminations, lorsqu'il était étudiant à Paris : 
« C’est la vie. Elle est faite de recherche et d’action. Je m’attachais, quant à moi, à découvrir les rouages de cette civilisation, le secret de la puissance de ce pays, qui réduisait le mien à la condition coloniale afin que, connaissant bien mon vis-à-vis, je sois en mesure, le jour où j’engagerai le combat, d’adopter la tactique appropriée pour le dissuader et l’amener à changer de politique. Il me fallait faire le point des forces antagonistes en France. »
En été, Bourguiba regagne Monastir où il retrouve son frère M'hamed, revenu d'Alger, ayant obtenu sa licence en Droit. Après des vacances passées entre Mahdia et Monastir, Bourguiba rentre à Paris pour la rentrée de 1925, inquiet pour l’action nationaliste dans son pays. Tout d’abord, il déménage à la cité universitaire du boulevard Jourdan où il occupe la chambre no 114. « On y logeait gratuitement. On bénéficiait du service d’un restaurant. La nourriture y était copieuse et saine [...] C’était un logement agréable et propre », la décrit-il. Le mécène Taïeb Radhouane lui fait parvenir à travers l’association Les Amis de l’étudiant les droits d’inscription à l’École libre des sciences politiques, où il commence à suivre les cours de la section finances publiques. Il obtient aussi une assistance financière de son ami et protecteur, un instituteur français de Monastir qui s’est converti à l’islam par amour pour la Tunisie. La même année, ses amis Sfar et Guiga le rejoignent alors qu’il est le tuteur d’un jeune Sfaxien, Mohamed Aloulou, envoyé par ses parents passer le baccalauréat à Louis-le-Grand.

### Rencontre avec Mathilde Lefras et obtention de sa licence

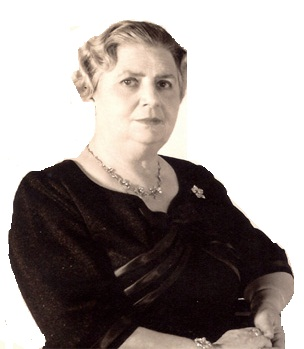
Portrait de Mathilde Lefras

Un jour de 1925, en mettant de l’ordre dans sa chambre, Bourguiba tombe sur l’adresse d’une femme que son protecteur lui avait recommandé d’aller voir : Mathilde Lefras, une veuve âgée de 35 ans dont le mari est mort à la guerre. Il la rencontre pour la première fois au premier étage d’un immeuble du 20e arrondissement. Elle l’invite à entrer et lui demande de raconter son récit. Touchée par son histoire, elle demande à le revoir et, au bout de quelques mois, il l’invite à vivre avec lui. Dès lors, il cède sa chambre à la cité universitaire et s’installe chez la mère de Mathilde. 
Avec ce nouveau mode de vie, Bourguiba est distant avec les autres étudiants et même avec les Zouiten, censés être sa future belle-famille et venus faire du tourisme à Paris. C’est Habib, le frère de Chadlia Zouiten, qui découvre sa liaison avec Mathilde et lui écrit : « Je ne te cache pas que je trouve cette attitude un peu pleutre et lâche... Et dire qu’hier encore je te destinais la main de ma sœur ». Mais même dans le quartier, leur relation est mal vue et, pour mettre un terme aux ragots, Bourguiba imagine un stratagème : il se met sur son trente et un et arrive en grande pompe dans la voiture de Mathilde, accompagné de Sfar et Guiga, pour simuler son mariage. Tous ses changements semblent l’avoir éloigné de la voie du militantisme et de la Tunisie, malgré les faits marquants et les manifestations qui y éclatent, le résident général finissant par signer un décret interdisant la liberté de la presse, de réunion et d’association.
Il rentre en Monastir pendant l'été 1926 mais ne s’intéresse plus aux péripéties politiques du pays. Son père décède en septembre et il reçoit un télégramme de Mathilde qui lui annonce qu’elle est enceinte. Cette situation ainsi que la responsabilité parentale l’inquiète, il décide donc, dès son retour à Paris, de faire parvenir la nouvelle à ses amis dont l’un lui propose de quitter Mathilde et de lui laisser la responsabilité de l’éducation de l’enfant, ce à quoi Bourguiba répond qu’il est aussi responsable qu’elle, ayant le sens du devoir familial.
Par ailleurs, cette occasion le rassure car le fait que Bourguiba soit stérile, car il ne possède qu’un seul testicule, se révèle faux. Mais les relations du couple se dégradent peu à peu au point où, à cause des disputes, Bourguiba va dormir chez ses camarades dans la cité universitaire. Le 9 avril 1927, Mathilde donne naissance à un garçon qu’ils prénomment Jean Habib Bourguiba. Après cela, le couple déménage pour s’installer à Bagneux, dans la banlieue parisienne, dans une pièce servant à la fois de chambre à coucher et de salle à manger. Bourguiba malade doit préparer ses derniers examens qu’il passe, un mois après la naissance de l’enfant. Après cela, il obtient respectivement une licence en droit et le diplôme supérieur d’études politiques de l’École libre des sciences politiques.

## 1927-1930: Retour au pays et débuts

### Des débuts professionnels difficiles

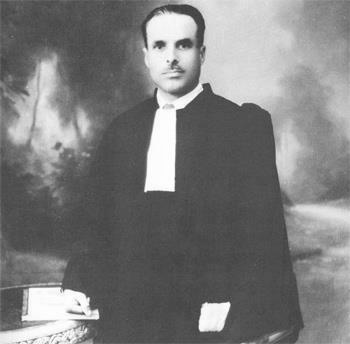
Bourguiba en robe d'avocat, après son retour à Tunis.

C’est à l’âge de 26 ans, en août 1927, que Bourguiba retourne en Tunisie, non seulement avec sa compagne Mathilde et son fils Habib Jr. mais aussi avec une connaissance approfondie de la vie politique française sous la Troisième République. Lors de son séjour, il est en effet séduit par les valeurs libérales de la République radicale-socialiste laïque, longtemps véhiculées par son frère Mohamed. Dès son retour, il épouse Mathilde, Mahmoud Laribi lui servant de témoin, et s’installe à Tunis. Il ne se montre pas intéressé par la politique mais par sa carrière professionnelle, tout avocat débutant devant faire trois ans de stages chez un autre professionnel. Pendant près d’un an, d’octobre 1927 à octobre 1928, Bourguiba enchaîne les stages : il est d'abord engagé par un certain Me Cirier, qui le congédie au bout de six semaines. Bourguiba en témoigne de cette manière : « C’était à n’y rien comprendre. Je n’avais pas encore entrepris d’action politique. Il avait peut-être flairé des risques. Il m’offrit de me dédommager. Mais je préférai partir sans autre forme de procès. Il me fallait chercher un autre patronage. Nous étions fin novembre. Tout était en place ; les stagiaires étaient tous installés. Rien ne s’offrait à moi ». 
Bourguiba fait alors appel à Hamouda Boussen, qu'il rencontre et qui s'avère être réputé pour ses contacts. Ce dernier, lui dégote un stage chez Me Pietra, associé à Me Scemama, qui ne le payent qu’au bout de deux mois. Son cabinet se trouve alors à la rue de l’Ancienne Poste, entre la rue des Maltais et l’Avenue de France. Il habite alors la Rue du Réservoir où il loue un appartement pour 300 francs par mois. Pour Bourguiba, « Peu [l]’importait. Ce qui [lui] fallait avant tout c’était d’être domicilié dans un cabinet d’avocat titulaire pour la durée du stage réglementaire ». Cependant, Bourguiba acquiert vite une renommée gênante pour ses patrons : « Il était impossible de continuer à travailler, avec ce Bourguiba ! Voilà un homme que le cabinet avait recueilli pour accomplir un stage et il raflait la clientèle ! ». On ne tarda pas à lui signifier qu'il n'avait plus à assurer les plaidoiries, qui étaient désormais confiées à M. Zérah. Bourguiba, est quant à lui, assignés aux travaux de rédaction. Fin juin 1928, il présente sa démission du cabinet.   
Après sa démission, il trouve de l'emploi chez Me Salah Farhat, secrétaire général adjoint du Destour, auquel il ne demande pas de rémunérations mais seulement un pied-à-terre pour recevoir ses clients. Bourguiba travaille chez lui tout l'été et touche un salaire de 300 francs par mois. Il ne tarde pas à rencontrer un oukil qui exerçait dans l'étude d'un certain Me Sebault. Ce dernier engage Bourguiba pour 600 francs par mois, ce qui mène Bourguiba à travailler pour lui un an de plus que ses trois années obligatoires,.
Sa famille et son entourage acceptent mal son mariage avec une Française plus âgée que lui, alors qu’il était promis à sa cousine Zouiten. Son frère Mahmoud, outré par cette union, lui apporte quand même son aide en l’invitant à vivre avec lui dans sa villa du Kram qu’il a acheté et meublé en préparation de son mariage. Bourguiba s’installe avec son épouse et son fils chez son frère qui abandonne alors ses projets matrimoniaux. Cette même année, leur sœur Néjia Bouzgarou perd son mari et les rejoint provisoirement avec ses quatre enfants. Appréciant son entourage familial, Bourguiba finit par céder à sa femme qui désire avoir sa propre maison, ce qui les mènent à s’installer pour une brève période à La Marsa. La famille déménage une nouvelle fois au centre de Tunis, où elle s’établit jusqu’en 1933. Pour le moment, Bourguiba ne s’intéresse guère à la politique mais plutôt au travail, au logement et à la famille. L’un de ses amis les plus proches confie que son ambition principale est de « se caser » et qu’il a acquis une certaine maturité et autonomie dans la mesure où il ne dépend plus de ses frères.

### Entrée en politique
Dans le contexte de l’ordre colonial régnant en Tunisie, le jeune Bourguiba ressent les effets de l’inégalité, notamment par une phase de chômage de près d’un an. Cette inégalité le choque et le mène à entreprendre des discussions avec ses amis tunisiens mais aussi français, qui tous se mettent d’accord sur la nécessité d’entreprendre une démarche réformiste visant à faire de la Tunisie un pays analogue à la France, à savoir libéral, moderne et laïc.

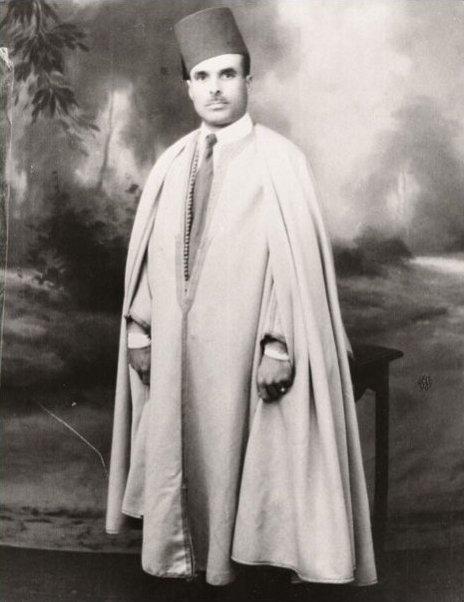
Photo de Bourguiba en habit traditionnel, datant de 1928, après son retour en Tunisie.

Le 8 janvier 1929, il assiste à une conférence donnée à l'association culturelle L’Essor par Habiba Menchari, une jeune femme qui plaide pour la cause de l’émancipation de la femme. Bourguiba remplace alors son frère M'hamed qui n'a pas pu venir. Plusieurs destouriens et auditeurs français et tunisiens y participent. Menchari intervient en se lamentant sur la condition de la femme musulmane puis enleva son voile qu'elle jeta par terre, engageant les débats. Les musulmans présents dénoncèrent cet acte en faisant appel à la loi et aux enseignements coraniques puis, se mirent à débattre sur la longueur du jilbab. Dans ce cadre, Bourguiba intervient : 
« Laissons de côté les distinguos sur le jilbab. Le voile n’est certes pas esthétique, mais il fait partie de la personnalité tunisienne. Au temps que nous vivions, dans le régime que nous subissons, le pouvoir veut anéantir notre personnalité et franciser le peuple tunisien. Nous ne sommes pas forts, nous n’avons pas de pouvoir et nous devons nous attacher à tous les attributs même décadents de cette personnalité. C’est la seule façon de préserver notre entité propre. Nous discuterons du voile le jour où sa disparition ne menacera plus l’intégrité de notre personnalité nationale, comme ce fut le cas pour l’adoption du costume européen. Mais aujourd’hui, alors que sur notre pays est suspendue la menace de la fusion, de l’effacement et de l’anéantissement, consentir à l’abandon d’un attribut de notre personnalité serait un suicide. »

Son intervention surprend alors les libéraux tels qu'André Duran-Angliviel, sa sœur Eve Fichet, journaliste sous le pseudonyme d’Eve Nohelle, le syndicaliste Joachim Durel et l’avocat Mohamed Noomane. Durel n'épargne pas ses critiques et écrit dans Tunis socialiste que « Tout marchait bien, et voici qu’il nous parle de personnalité tunisienne. Comme s’il y avait une personnalité tunisienne ! Mais nous sommes en présence d’un amalgame d’Arabes, de Musulmans, de Juifs, de Maltais, de Français... ». Bourguiba, en guise de réponse, s'oppose aux dires de Durel en écrivant dans L'Étendard tunisien. La polémique qui s’ensuit oppose pendant près d’un mois Bourguiba à Durel. Ce dernier s’étonnant qu’il ait épousé une Française, Bourguiba éclaircit les choses en déclarant qu’ils étaient là pour donner à leur fils l’éducation et la culture nécessaire pour en faire un Tunisien. En 1973, Bourguiba témoigne sur cette polémique qui marquait son entrée sur la scène  : 
« Le Parti Socialiste Français, vota une motion proclamant qu’en occupant la Tunisie, la France n’avait pas que des droits mais aussi des obligations. Elle avait le devoir de relever le niveau du peuple tunisien, de créer une nation en supprimant les particularismes religieux. Le mot toutefois ne s’appliquait pas au peuple tunisien actuel, amalgame amorphe de collectivités diverses, mais d’un peuple qui devait être créé dans les générations futures. En ce temps-là le Parti Socialiste militait pour l’émancipation.La voilà donc l’émancipation qu’il préconisait ! Je dénonçai cette hypocrisie. Je dénonçai les visées nettement coloniales de cette pseudo-idéologie : dans cent ans, lorsque tous les Tunisiens seront français, nous verrons donc le Parti Socialiste reprendre sa croisade de libération. L’empoignade fut violente entre Durel et moi. »
Bourguiba ne tarde pas à réagir également à la déclaration de Maurice Viollette, gouverneur général de l'Algérie, qui proclame que « l’Afrique du Nord était partie intégrante de la France et qu’il était impossible que la France en abandonnât un pouce » . L’année 1930 marque l’apogée de la colonisation en Afrique du Nord, ce qui mène la France à fêter le centenaire de la colonisation de l'Algérie en organisant un congrès eucharistique en Tunisie. À l'occasion, plusieurs milliers d’Européens envahissent la capitale et se rendent à la cathédrale Saint-Louis de Carthage déguisés en croisés, conduisant à l’humiliation et à la révolte du peuple qui proteste contre ce qu’il considère comme une violation d’une terre d’islam par la chrétienté. Les manifestants, durement réprimés, sont traînés en justice et défendus pour certains par Bourguiba qui n’a pas participé au mouvement. Il demeure aussi neutre lorsque Tahar Haddad est relevé de ses fonctions de notaire. Il estimait à ce moment-là, que l'essentiel des objectifs sont politiques, tandis que les problèmes de la société sont secondaires, soulignant que la personnalité et l'identité tunisienne doivent s'affirmer en déclarant : « Soyons ce que nous sommes pour devenir ce que nous serons ».